# Ijanija
Ijanija ist ein städtischer Verwaltungsbezirk (englisch Ward) des Distrikts Nzega (TC) in der tansanischen Region Tabora.

## Geografie
Ijanija ist ein Bezirk im westlichen zentralen Hochland von Tansania im Nordwesten der Distrikthauptstadt Nzega und etwa 100 Kilometer Luftlinie nördlich der Regionshauptstadt Tabora. Bei der Volkszählung 2022 lebten 7634 Menschen in 1487 Haushalten auf einer Fläche von 93 Quadratkilometern.
Der Bezirk grenzt vom Norden über Westen bis Südwesten an den Distrikt Nzega (DC) und sonst an Bezirke des Distrikts Nzega (TC).
| Mangoje  | Nata                                        | Nzega Ndogo           |
| Shigamba | Kompassrose, die auf Nachbargemeinden zeigt | Uchama                |
| Isanzu   | Utwigo Itilo                                | Nzega Mjini Magharibi |

## Gliederung
Der Bezirk besteht aus drei Gemeinden (swahili Mtaa) mit 23 Orten (Kitongoji):
| Ijanija - Ijanija - Bulyandulu - Butandwa - Ishinabulandi - Ijanija Centre - Ipunja - Igegu - Buyenga | Butandula - Butandula - Mwanhelo - Izengwabolo - Kayenze - Itulelyandili - Lunguya - Kidululi | Makomelo - Makomelo - Idubula - Ntundu - Kalangale A - Kalangale B - Busongo - Ng'ung'ula - Shunu |

## Infrastruktur
- Gesundheit: Im Bezirk liegt eine öffentliche Apotheke.[8]
- Verkehr: Durch Ijanja verläuft die asphaltierte Nationalstraße T8, die von Nzega nach Norden nach Shinyanga führt.[9]